# Skarskvervet Glacier
Skarskvervet Glacier är en glaciär i Antarktis. Den ligger i Östantarktis. Norge gör anspråk på området. Skarskvervet Glacier ligger 2 333 meter över havet.
Terrängen runt Skarskvervet Glacier är kuperad åt sydväst, men åt nordost är den bergig. Trakten är obefolkad. Det finns inga samhällen i närheten. 